# 矮桃
矮桃（学名：Lysimachia clethroides）是报春花科珍珠菜属的植物。分布于日本、朝鲜、远东地区以及中国大陆的西南、东北、华南、华东、华中、陕西等地，生长于海拔2,500米的地区，常生长在山坡林缘、草丛中和湿润处，目前尚未由人工引种栽培。

## 别名
珍珠草（湖南） 调经草、尾脊草（贵州） 剦鸡尾、劳伤药、伸筋、九节莲（云南）